# Diecezja Chuncheon
Diecezja Chuncheon (łac. Dioecesis Chuncheonensis, kor. 천주교 춘천교구) – rzymskokatolicka diecezja ze stolicą w Chuncheon, w Korei Południowej. Diecezja obejmuje również część Korei Północnej, lecz z powodu antykatolickiej polityki komunistycznych władz tego państwa biskup Chuncheon nie ma realnej władzy w znajdującej się po północnej stronie granicy części diecezji, a Kościół katolicki jest tam prześladowany.
31 grudnia 2010 w diecezji służyło 115 kapłanów, z czego 112 było Koreańczykami, a 3 obcokrajowcami. W seminarium duchownym kształciło się 23 alumnów.
W 2023 w diecezji służyło 79 braci i 272 siostry zakonne.
Kościół katolicki na terenie diecezji Chuncheon prowadzi 3 kliniki oraz 49 instytucji pomocy społecznej.

## Historia
25 kwietnia 1939 z mocy decyzji papieża Piusa XI, wyrażonej w bulli Ad fidei propagationem, erygowano prefekturę apostolską Shunsen. Dotychczas wierni z tych terenów należeli do wikariatu apostolskiego Seulu (obecnie archidiecezja seulska).
16 lipca 1950 zmieniono nazwę na prefektura apostolska Chuncheon.
Po zakończeniu wojny koreańskiej w 1953 prefektura została przedzielona granicą państwową, a duchowni i wierni z Północy doświadczyli trwających do dziś prześladowań.
20 września 1955 prefekturę apostolską Chuncheon podniesiono do rangi wikariatu apostolskiego.
10 marca 1962 z mocy decyzji papieża św. Jana XXIII wikariat apostolski Chuncheon został diecezją.
22 marca 1965 z biskupstwa Chuncheon wydzielono diecezję Wonju.
Od 2005 biskupi Chuncheon są również administratorami apostolskimi położonej w całości w Korei Północnej diecezji Hamhŭng.

## Główne świątynie
- Katedra: Katedra Najświętszego Serca Pana Jezusa w Chuncheon

## Ordynariusze

### Prefekt apostolski Shunsen
- Thomas F. Quinlan SSCME[1] (1940 - 1943; ponownie 1948 - 1950)

### Prefekt apostolski Chuncheon
- Thomas F. Quinlan SSCME (1950 - 1955)

### Wikariusz apostolski Chuncheon
- Thomas F. Quinlan SSCME (1955 - 1962)

### Biskupi Chuncheon
- Thomas F. Quinlan SSCME (1962 - 1965) w latach 1959 - 1964 także przewodniczący Konferencji Episkopatu Korei[2]
- Thomas Stewart SSCME[1] (1966 - 1994)
- John of the Cross Chang Yik (1994 - 2010) od 2005 także administrator apostolski diecezji Hamhŭng
- Lucas Kim Woon-hoe (2010 - 2020) także administrator apostolski diecezji Hamhŭng
- Simon Kim Ju-young (od 2021) także administrator apostolski diecezji Hamhŭng